# プファルツ＝ツヴァイブリュッケン＝ビルケンフェルト

プファルツ＝ツヴァイブリュッケン＝ビルケンフェルト
Pfalz-Zweibrücken-Birkenfeld

プファルツ＝ツヴァイブリュッケン＝ビルケンフェルト（赤斜線部）

プファルツ＝ツヴァイブリュッケン＝ビルケンフェルト（Pfalz-Zweibrücken-Birkenfeld）は、現在のドイツ・ラインラント＝プファルツ州のビルケンフェルト周辺に存在した神聖ローマ帝国の領邦の一つ。

## 概要
プファルツ＝ツヴァイブリュッケン＝ビルケンフェルトはプファルツ＝ツヴァイブリュッケンの分国として1569年にプファルツ＝ツヴァイブリュッケン公兼プファルツ＝ノイブルク公ヴォルフガングの死後に、末子のカール1世によって創立された（プファルツ＝ビルケンフェルト家）。1600年にカール1世が死ぬと、ビルケンフェルトは長男のゲオルク・ヴィルヘルムが継承、次男のクリスティアン1世によって新たにプファルツ＝ツヴァイブリュッケン＝ビシュヴァイラーが生まれた。
三十年戦争中の1635年に領国は侵略と荒廃に曝され、同年には腺ペストによって多くの人命が失われた。ゲオルク・ヴィルヘルムが1669年に死ぬと息子のカール2世オットーが後を継いだ。2年後にカール2世オットーが死ぬと男系が絶え、従弟のプファルツ＝ツヴァイブリュッケン＝ビシュヴァイラー公クリスティアン2世が後を継いだ。クリスティアン2世が1717年に死ぬと息子のクリスティアン3世が継いだ。クリスティアン3世は1731年に死んだ遠縁のグスタフ・ザムエル・レオポルトのツヴァイブリュッケン公国を継承して、帝国議会に出る資格を得て、領国の名称をプファルツ＝ビルケンフェルト＝ツヴァイブリュッケンに改称した。 

## プファルツ＝ツヴァイブリュッケン＝ビルケンフェルト公
- カール1世（1569年 - 1600年）
- ゲオルク・ヴィルヘルム（1600年 - 1669年）
- カール2世オットー（1669年 - 1671年）
- クリスティアン2世（1671年 - 1717年） - 1671年までプファルツ＝ツヴァイブリュッケン＝ビシュヴァイラー公
- クリスティアン3世（1717年 - 1731年） - 1731年よりプファルツ＝ビルケンフェルト＝ツヴァイブリュッケン公